# Halichoeres nicholsi
Halichoeres nicholsi es una especie de peces de la familia Labridae en el orden de los Perciformes.

## Morfología
Los machos pueden llegar alcanzar los 38 cm de longitud total.

## Distribución geográfica
Se encuentra desde el golfo de California hasta Panamá, incluyendo las islas Galápagos.